# Gouvernement Anastasiádis I
 (août 2023).
Si vous disposez d'ouvrages ou d'articles de référence ou si vous connaissez des sites web de qualité traitant du thème abordé ici, merci de compléter l'article en donnant les références utiles à sa vérifiabilité et en les liant à la section « Notes et références ».
République de Chypre
Khristófias Anastasiádis II
Le gouvernement Anastasiádis I (en grec moderne : Κυβέρνηση Νίκου Αναστασιάδη I) est le gouvernement de la république de Chypre entre le 1er mars 2013 et le 13 février 2018.

## Historique du mandat
Dirigé par le nouveau président de la République conservateur Níkos Anastasiádis, ce gouvernement est initialement constitué et soutenu par une coalition entre le Rassemblement démocrate (DISY), le Parti démocrate (DIKO), et le Parti européen (EVROKO). Ensemble, ils disposent de 31 députés sur 59, soit 52,5 % des sièges de la Chambre des représentants.
Il est formé à la suite de l'élection présidentielle des 17 et 24 février 2013.
Il succède donc au gouvernement du président communiste Dimítris Khristófias, constitué et soutenu par le seul Parti progressiste des travailleurs (AKEL).

### Formation
Au cours du scrutin, le chef de l'État sortant décide de ne pas se représenter. Le second tour voit s'opposer Anastasiádis, candidat du DISY soutenu par le DIKO, et Stávros Malás, candidat de l'AKEL. Le conservateur s'impose alors largement, totalisant plus de 57 % des voix. Il entre en fonction le 28 février et présente son gouvernement de coalition, qui compte un indépendant et aucune femme, dès le lendemain.
Un an après l'élection, le DIKO décide le 27 février 2014 de se retirer de la coalition au pouvoir. Ses quatre ministres se retirent alors du cabinet et le chef de l'État opère un remaniement ministériel le 14 mars, qui voit la confirmation du ministre de l'Énergie Giórgios Lakkotrípis, qui quitte le DIKO à cette occasion. À peine huit jours plus tard, le nouveau ministre de la Défense Tássos Mitsópoulos décède. Il sera remplacé au bout de deux semaines.

### Succession
Après qu'Anastasiádis a été réélu lors de l'élection présidentielle de 2018, il forme son second gouvernement.

## Composition

### Initiale (1ermars 2013)
| Fonction                                                                   | Titulaire | Titulaire                               | Parti  |
| -------------------------------------------------------------------------- | --------- | --------------------------------------- | ------ |
| Président de la République                                                 |           | Níkos Anastasiádis                      | DISY   |
| Ministre des Affaires étrangères                                           |           | Ioánnis Kasoulídis                      | DISY   |
| Ministre des Finances                                                      |           | Mikhális Sarrís (jusqu'au 03/04/2013)   | Sans   |
| Ministre des Finances                                                      |           | Kháris Georgiádis                       | DISY   |
| Ministre de l'Intérieur                                                    |           | Socrátis Khásikos                       | DISY   |
| Ministre de la Défense                                                     |           | Fótis Fotíou                            | DIKO   |
| Ministre de l'Éducation et de la Culture                                   |           | Kiriákos Kenevézos                      | DIKO   |
| Ministre des Communications et des Travaux                                 |           | Tássos Mitsópoulos                      | DISY   |
| Ministre de l'Énergie, du Commerce, de l'Industrie et du Tourisme          |           | Giórgos Lakkotrýpis                     | Sans   |
| Ministre de l'Agriculture, des Ressources naturelles et de l'Environnement |           | Níkos Kougiális                         | EVROKO |
| Ministre du Travail et de la Protection sociale                            |           | Kháris Georgiádis (jusqu'au 03/04/2013) | DISY   |
| Ministre du Travail et de la Protection sociale                            |           | Zéta Aimilianídou                       | Sans   |
| Ministre de la Justice et de l'Ordre public                                |           | Ionás Nikoláou                          | DISY   |
| Ministre de la Santé                                                       |           | Pétros Petrídis                         | DIKO   |

### Remaniement du 14 mars 2014
- Les nouveaux ministres sont indiqués en gras, ceux ayant changé d'attributions en italique.

| Fonction | Titulaire | Titulaire                                                                               | Parti  |
| --- | --------- | --------------------------------------------------------------------------------------- | ------ |
| Président de la République                                                                                         |           | Níkos Anastasiádis                                                                      | DISY   |
| Ministre des Affaires étrangères                                                                                   |           | Ioánnis Kasoulídis                                                                      | DISY   |
| Ministre des Finances                                                                                              |           | Kháris Georgiádis                                                                       | DISY   |
| Ministre de l'Intérieur                                                                                            |           | Socrátis Khásikos (jusqu'au 10/05/2017) Konstantínos Petrídis                           | DISY   |
| Ministre de la Défense                                                                                             |           | Tássos Mitsópoulos (décès le 22/03/2014) Khristóforos Fokaídis (à partir du 03/04/2014) | DISY   |
| Ministre de l'Éducation et de la Culture                                                                           |           | Kóstas Kadís                                                                            | Sans   |
| Ministre des Communications et des Travaux Ministre des Transports, des Communications et des Travaux (22/01/2015) |           | Mários Dimitriádis                                                                      | Sans   |
| Ministre de l'Énergie, du Commerce, de l'Industrie et du Tourisme                                                  |           | Giórgos Lakkotrýpis                                                                     | Sans   |
| Ministre de l'Agriculture, des Ressources naturelles et de l'Environnement                                         |           | Níkos Kougiális                                                                         | EVROKO |
| Ministre du Travail et de la Protection sociale                                                                    |           | Zéta Aimilianídou                                                                       | Sans   |
| Ministre de la Justice et de l'Ordre public                                                                        |           | Ionás Nikoláou                                                                          | DISY   |
| Ministre de la Santé                                                                                               |           | Filippos Patsalis (jusqu'au 12/07/2015) Giórgos Pamporídês (à partir du 24/07/2015)     | Sans   |